# Gesetz von Amagat
Das Gesetz von Amagat besagt, dass falls verschiedene Gase (Anzahl {\displaystyle K}) mit Volumina {\displaystyle V_{i}}, alle mit dem gleichen Druck {\displaystyle p} (und gleicher Temperatur {\displaystyle T}) gemischt werden, das Gemisch bei einem Volumen
{\displaystyle V_{m}(T,p)=\sum _{i=1}^{K}V_{i}(T,p)}
den Druck {\displaystyle p} hat („ideale Mischungen“ von Gasen). Das Gesetz ist eine Folge der Zustandsgleichung idealer Gase.
Dieses Gesetz ist benannt nach Émile Hilaire Amagat (1841–1915), einem französischen Physiker und Hochdruckexperten, der an der Universität von Lyon lehrte. Er veröffentlichte im Jahr 1880 seine Erkenntnisse bei der Erforschung der Kompressibilität verschiedener Gase. Amagats Gesetz der additiven (partiellen) Volumina ähnelt dem Dalton'schen Gesetz und besagt, dass das Gesamtvolumen einer Gasmischung gleich der Summe der Volumina ist, die jedes Gas einnehmen würde, wenn es bei der Temperatur und dem Druck der Mischung allein existieren würde. Das Dalton- und das Amagat-Gesetz versagen in Gasgemischen mit Schockausbreitung. Für reale Gase ist das Amagat'sche Gesetz in der Regel eine bessere Näherung als das Dalton'sche Gesetz. Für Gemische idealer Gase ist es wiederum exakt.